# Heerlijkheid Landsberg
Landsberg was een heerlijkheid in de Elzas.
In de middeleeuwen behoorde Landsberg tot de bezittingen van het huis Habsburg in de Elzas. Het maakte deel uit van Voor-Oostenrijk. Het centrum van de heerlijkheid was de burcht Hohenlandsburg. Albrecht I van Habsburg verpandde de heerlijkheid in 1287 aan de heer van Rappoltstein. Deze verpanding was tijdelijk, want in 1397 verpandde Leopold IV van Habsburg opnieuw aan Rappoltstein. Voor-Oostenrijk kwam in 1411 aan Fredrik IV en deze hertog werd in 1415 door het Concilie van Konstanz in de ban gedaan. Hij verloor zijn bezittingen en Landsberg kwam in bezit van de graven van Lupfen. In 1435 beleende keizer Sigismund de graaf van Lupfen met de heerlijkheid. Toen de Habsburgers hun macht in de Elzas herstelden, bleef de heerlijkheid in bezit van de graven van Lupfen, maar dan als leen van Oostenrijk.
In 1493 werd een overeenkomst gesloten tussen keurvorst Filips van de Palts als landvoogd van de Elzas en Sigismund van Lupfen over de omstreden dorpen Wintzenhem en Niedermorschwir. De graven van Lupfen verkochten Landsberg in 1563 aan Lazarus van Schwendi. Door het huwelijk van zijn kleindochter Helena Leonora van Schwendi met Nicolaas von der Leyen kwam de heerlijkheid in het bezit van de familie von der Leyen. De mannelijke erfgenamen uit de familie Schwendi vochten deze successie aan. 
Door het Verdrag van Münster van 1648 maakte Landsberg niet langer deel uit van het Heilige Roomse Rijk en Voor-Oostenrijk, maar was het een deel van Koninkrijk Frankrijk. Een door Lodewijk XIV ingestelde arbitragecommissie ontnam de heerlijkheid aan de familie van der Leyen en droeg deze over aan de familie Schwendi. In 1680 confisqueerde Frankrijk de heerlijkheid omdat de eigenaar tijdens de toen woedende oorlog in het buitenland verbleef. De heerlijkheid werd toegekend aan baron Montclair. In 1690 kwam de heerlijkheid vervolgens door vererving aan de markies Rebé. In 1714 kocht Lodewijk XIV de heerlijkheid terug, om ze vervolgens over te dragen aan de rijksstad Colmar.

## Bezittingen
Tot de heerlijkheid behoorden o.a. Wintzenheim, Ingersheim en Kientzheim